# جيمي مولهولاند
جيمي مولهولاند (بالإنجليزية: Jimmy Mulholland)‏ (10 أبريل 1938 بغلاسكو في المملكة المتحدة - 21 يونيو 1994) هو لاعب كرة قدم بريطاني في مركز مهاجم داخلي. لعب مع تشيلسي وستوكبورت كونتي ونادي كرو ألكساندرا ونادي ستيرلينغشير الشرقية ونادي بارو ونادي غرينوك مورتون.

## وصلات خارجية
- جيمي مولهولاند على موقع قاعدة بيانات كرة القدم.إي يو (الإنجليزية)